# Legea drepturilor la vot din 1965
Legea drepturilor la vot din 1965 (în engleză Voting Rights Act of 1965) este o lege federală de referință adoptată în Statele Unite ale Americii, care interzice discriminarea rasială în exercitarea dreptului la vot. Legea a fost semnată de Președintele Statelor Unite Lyndon B. Johnson la 6 august 1965, în perioada de vârf a mișcării pentru drepturile civile din SUA, și ulterior a fost modificată de Congresul Statelor Unite ale Americii de cinci ori pentru a extinde protecțiile oferite.
Legea a fost concepută pentru a pune în aplicare drepturile la vot garantate de Amendamentul al paisprezecelea și Amendamentul al cincisprezecelea ale Constituției Statelor Unite, cu scopul de a asigura dreptul de vot pentru minoritățile rasiale din întreaga țară. Potrivit Departamentului de Justiție al SUA, această lege este considerată cea mai eficientă piesă legislativă federală privind drepturile civile, adoptată vreodată în SUA. Administrația Națională de Arhive și Evidențe a declarat: „Legea drepturilor la vot din 1965 a reprezentat cea mai semnificativă schimbare legislativă în relația dintre guvernul federal și guvernele statale în ceea ce privește votul de după perioada Reconstrucției care a urmat Războiului Civil”.
Legea conține numeroase prevederi care reglementează alegerile. „Prevederile generale” oferă protecții la nivel național ale dreptului la vot. Secțiunea 2 este o prevedere generală care interzice administrațiilor statale și locale să impună reguli care „rezultă în refuzul sau restrângerea dreptului oricărui cetățean de a vota din cauza rasei, culorii pielii sau apartenenței la o minoritate lingvistică”. Alte prevederi generale interzic explicit testele de alfabetizare și alte metode similare utilizate pe plan istoric pentru a priva minoritățile rasiale de dreptul la vot. Legea include și „prevederi speciale”, aplicabile doar în anumite jurisdicții. Una dintre acestea este Secțiunea 5, care a impus ca schimbările ce afectează votul să fie aprobate în prealabil de către procurorul general al SUA sau de Curtea Districtuală a SUA pentru Districtul Columbia, pentru a se asigura că acestea nu sunt discriminatorii. O altă prevedere specială obligă jurisdicțiile cu populații semnificative care aparțin minorităților lingvistice să ofere buletine de vot și materiale electorale bilingve.
Secțiunea 5 și celelalte prevederi speciale se aplicau jurisdicțiilor definite de „formula de acoperire” prevăzută în Secțiunea 4(b), care a fost actualizată în 1970 și 1975 pentru a reflecta formele grave de discriminare la vot. În cauza Shelby County v. Holder (2013), Curtea Supremă a SUA a declarat această formulă neconstituțională, considerând-o depășită. Secțiunea 5 nu a fost anulată, dar, în lipsa formulei, nu mai poate fi aplicată. După această decizie, în jurisdicțiile anterior acoperite de formulă au crescut semnificativ numărul de radieri din registrele electorale.
În 2021, decizia Curții Supreme în cauza Brnovich v. Democratic National Committee a reinterpretat Secțiunea 2 a Legii, slăbind considerabil eficiența acesteia. Această interpretare a considerat că limbajul privind „totalitatea circumstanțelor” nu interzice, în general, regulile de vot care afectează disproporționat grupurile protejate, inclusiv unele reguli care fuseseră anterior blocate în baza Secțiunii 5. Mai mult, Curtea a decis că temerile privind frauda electorală pot justifica astfel de reguli chiar și în absența evidenței privind fraude trecute sau eficiența acestor reguli în prevenirea lor.
Studiile arată că Legea a dus la o creștere semnificativă a participării la vot și a înregistrărilor în listele electorale, în special în rândul afro-americanilor. Legea a fost, de asemenea, corelată cu rezultate concrete precum creșterea investițiilor în educație publică în comunitățile cu populație afro-americană, creșterea numărului de membri ai Congresului care sprijină legislația privind drepturile civile și îmbunătățirea reprezentării locale a minorităților.